# توماس جيفرسون راندولف
توماس جيفرسون راندولف (بالإنجليزية: Thomas Jefferson Randolph)‏ هو سياسي أمريكي، ولد في 12 سبتمبر 1792 في مونتيسيلو في الولايات المتحدة، وتوفي في 8 أكتوبر 1875 في مقاطعة ألبمارل في الولايات المتحدة. حزبياً، نشط في الحزب الديمقراطي.